# Ди Си Комикс
„Ди Си Комикс“ (на английски: DC Comics) e американско издателство на комикс списания и книги и водеща единица на „Ди Си Ентъртейнмънт“, дъщерна компания на Уорнър Брос Дискавъри.
Ди Си е една от най-големите и стари американски комикс компании (заедно с „Марвел Комикс“); те държат правата за редица популярни супергерои, част от които са: Супермен, Батман, Жената чудо, Аквамен, Светкавицата, Киборг, Зеления фенер, Шазам, Човекът-ястреб, Зелената стрела и още други от Лигата на справедливостта. Повечето сюжетни линии на комиксите се развиват в измислена вселена, наречена „Вселената на Ди Си“, в която действат няколко екипа от супергерои: Лигата на справедливостта, Справедливото общество на Америка, Отряд самоубийци и Тийн титаните. От издателството излизат и някои от най-популярните злодеи: Жокера, Лекс Лутър, Чита, Дарксейд, Жената-котка, Рас Ал Гул, Детстроук, Ревърс-Флаш, Синестро, Черния Адам, Брейниак. Компанията също така публикува книги, които не са свързани с Вселената на Ди Си, например: Пазителите, В като Вендета и много заглавия, част от алтернативния импринт наречен Вертиго.
Инициалите „Ди Си“ (DC) идват от популярно комикс списание, издавано от компанията - „Детектив комикс“, в което супергероят Батман прави своя дебют. По-късно съкращението става официално име на бранда. Първоначално адреса на компанията е 432 „Четвърто авеню“, Манхатън. После офиси на Ди Си са открити на 480 и 575 „Лексингтън авню“, 909 „Трето авеню“, 75 „Рокфелер плаза“, 666 „Четвърто авенюа“ и 1325 „Авенюто на Америките.“ Главните офиси се намират на 1700 Бродуей, Мидтаун Манхатън, Ню Йорк. През октомври 2013 г. е съобщено, че „Ди Си Ентъртеймънт“ ще премести своите главни офиси в Бърбанк, Калифорния в 2015 г.
Издателство „Рандъм Хаус“ се занимава с дистрибуцията на комиксите на Ди Си до книжарниците, докато друга компания „Даймънд Комикс“ отговаря за доставките до специализирани магазини за комикс книги. През 2016 г. е обявено, че Ди Си Компъни и техните основни конкуренти „Марвел Комикс“ (притежавани от 2009 г. от „Уолт Дисни Къмпани“ – основен конкурент на Тайм Уорнър) споделят 70% от американския пазар за комикси.

## История

### Произход
Предприемачът майор Малкълм Уийлър-Никълсън основава „Национален съюз на издаването“ през есента на 1934 г. Компанията дебютира с комикс списание във формат 279 × 432 и заглавие „New Fun: The Big Comic Magazine #1“ (корицата е издадена февруари 1935 г.) Второто заглавие на издателството е „Ню комикс, Брой 1“ (декември 1935), в размер, който се приближава до стандартния формат за комикс книга в периода, наричан от фенове и историци като „Златна епоха на комиксите“. Формата е малко по-голям от днешния приет. Това заглавие прераства в „Адвенчър комикс“, което става едно от най-дълго просъществувалите на пазара списания. Последният му брой, издаден под номер 503, излиза 1983 г. През 2009 г. Ди Си връща „Адвенчър комикс“ с оригиналната му номерация. Бъдещите създатели на Супермен Джери Сийгъл и Джо Шустър създават персонажа Доктор Окулт през 1935 г. Това е най-старият супергерой на Ди Си Комикс, който все още действа във вселената на Ди Си.
Третото и последното заглавие на Уийлър-Никълсън се казва „Детектив комикс“. Корицата на първия брой е планувана да се издаде декември 1936, но премиерата закъснява с три месеца и продуктът излиза март 1937 г. Комикс списанието ще се превърне в сензация, поради представянето на супергероя Батман в брой 27 от май 1939 г. През 1937 г. Уийлър-Никълсън задлъжнява към собственика на печатница и дистрибутор Хари Доненфелд. Доненфелд също издава пълп списания и действа като главен изпълнителен директор на дистрибутора на списания „Индипендънт нюс“. Основателят на Нешънъл е принуден да вземе собственика като партньор, за да пусне на пазара „Детектив комикс, брой 1“. Компания „Детектив комикс“ е формирана с основатели Уийлър-Никълсън и Джак Лебовитц – счетоводител на Доненфелд. Майорът остава още няколко години, в които проблемите с паричните потоци продължават. Преди той да напусне през 1937 г. „Детектив комикс“ купува остатъците от Национален съюз, познат още като „Национално издателство“, на аукцион.
Скоро след това компанията стартира ново заглавие „Екшън комикс“, чийто първи брой представя герой от нов архетип, който скоро ще бъде наречен „супергерой“. Името на персонажа е Супермен. „Екшън комикс, брой 1“ от юни 1938 г. става хит на пазара и дава начало на една от най-продължителните комикс поредици. Следващите години „Детектив комикс“ представя и други популярни супергерои като Пясъчния човек и Батман.
На 22 февруари 2010 г. копие на „Екшън комикс №1“ е продадено на аукцион от анонимен продавач на анонимен купувач за 1 милион долара, подобрявайки предишния рекорд от $317 000 на друго в по-лошо състояние копие от предната година.

### Златна епоха
„Национален съюз на издаването“ е слят с „Детектив комикс“, за да се формира „Национално издателство за комикси“ на 30 септември 1946 г., който поглъща числящия се към него концерн на Макс Гейнс и Лебовитц издателство „Оу-Американс“. Същата година Гейнс оставя Лебовитц да откупи неговата част, като запазва само „Разкази в картинки от Библията“, които да послужат за основа на неговата нова компания „И Си Комикс“. На този етап Лебовитц бързи организира сливането на Оу-Американс и Детектив комикс в „Национален комикс“, след това взима в ръце управлението на новата компания, дистрибуторството на „Индипендънт Нюс“ и свързаните с тях фирми и ги обединява в една корпорация с името „Национално издателство за периодика“. Тази копурация започва да търгува публично на фондовата борса през 1961 г.
Въпреки официалните си наименования – „Национален комикс“ и „Национално издателство за периодика“, компанията започва да се представя като „Супермен-Ди Си“ още през 1940 г. Издателството става популярно сред читателите си като Ди Си Комикс години преди официалното приемане на това име през 1977 г.
Компанията започва да противопоставя твърдо срещу това, което се нарича „нарушение на авторските права“ чрез имитация на даден продукт. Пример за това е Човекът-чудо на „Фокс комикс“, който (базирайки се на показанията в съда) се появява като копие на Супермен. Ди Си продължават със съдебните процеси, като съди „Фолкит комикс“ заради най-популярният им супергерой Капитан Марвел. Този път между двамата персонажи има известна разлика – Капитан Марвел се сдобива със своите суперсили посредством магия. Въпреки това съдът решава, че е имало съществено и преднамерено копиране. През 1953 г. Фолкит капитулира, заради намаляващите продажби и прогнозите за банкрут. Година по-късно компанията продава правата за Капитан Марвел на Ди Си, които през 1972 г. възраждат суперероя под заглавие „Шазам!“. Художник на поредицата е оригиналния автор Си Си Бек. Междувременно изоставения супергерой е бил взет през 1967 г. от Марвел, които забраняват на Ди Си да използват името му, за да не се бърка с техния Капитан Марвел. Героят обаче никога не възвръща предишната си слава. По-късно Капитан Марвел участва в телевизионен игрален сериал, излъчван събота сутринта, и печели място във Вселената Ди Си.
Когато популярността на супергероите спада през 40-те години, компанията се фокусира върху жанрове като научна фантастика, уестърн, хумор и романс. Ди Си рядко издава криминални комикси и комикси на ужасите, които са банални като сюжет, за да избегнат жестоката критика от средата на 50-те към тези тематики. Екшън комикс и Детектив комикс, двете най-дълготрайни комикс издания, продължават да излизат на книжния пазар.

### Сребърна епоха
В средата на 50-те редакционният директор Ървинг Донанфелд и издателят Лебовиц карат редактора Юлиъс Шварц (чийто корени тръгват от пазара за научнофантастични романи) да създаде самостоятелно издание, посветено на супергероя Светкавицата за пробното заглавие „Шоукейз“. Вместо да възроди предишния персонаж Шварц решава да наеме писателите Робърт Канихър и Джон Брум, художника с молив Кармин Инфертино и контуровчика Джо Куберт, с които да създаде напълно нов високоскоростен бегач. Те преработват и модернизират цивилния облик на персонажа, неговия костюм и произход, подкрепяйки всичко това с научнофантастичен уклон. Преустановяването на вида на Светкавицата в „Шоукейз № 4“ (октомври 1956) се оказва достатъчно популярен и скоро следва подобно преоформяне на героя Зеления фенер, представянето на модернизирания тим от супергерои Лигата на справедливостта на Америка (ЛСА) и много други супергерои. Това възвестява началото на период, наречен от историците и феновете „Сребърна епоха на комиксите“.
Нешънъл не променя цялостния вид на своите големи персонажи (главно Супермен, Батман и Жената чудо), но радикално модернизират част от тях. Семейството на Супермен, по това време под редакцията на Морт Уейсингър, е попълнено от герои, които издържат на времето, като: Супергърл, Бизаро и Брейниак. Заглавията за Батман, редактирани от Джак Шиф, представят успешните персонажи: Батуомън, Бат-гърл, Ейс бат-хрътката и Бат-Мит, като опит да се модернизира комикса с ненаучнофантастични елементи. Шварц, заедно с художника Инфернито, съживяват Батман и дават начало на това, което компанията ще нарече „Нов облик“, връщайки супергероя в началното му амплоа на детектив. През това време редакторът Канихър успешно представя цялото семейство на Жената чудо – персонажи, които имат фантастични приключения, премесени с митологичен контекст.
От 40-те години, когато Супремен, Батман и много от другите герои на компанията започват да участват заедно в различни истории, персонажите на Ди Си поделят единно общество, десетилетия по-нататък наречено от феновете „Вселената на Ди Си“. С историята „Светкавицата от два свят“ (Flash of Two Worlds) във Flash #123 (септември 1961) редакторът Шварц (тандем с писателя Гарднър Фокс и художниците Инфантино и Джо Джиела) представят концепция, която позволява героите от Златната епоха да бъдат поставени в общество, обяснено като свят от друго измерение и наречено „Земя 2“, противоположно на света на модерните герои „Свят 1“. Този процес дава основи на това, което по-късно ще бъде определяно с названието „Мултивселената на Ди Си“.
Представената от Ди Си нов изглед на супергероите не остава незабелязан от другите комикс компании. През 1961 г., подтикнати от успеха на ЛСА (Лигата на справедливостта от Америка), писателят редактор Стан Лий и художникът Джак Кърби от Марвел Комикс откриват Под-Сребърната епоха или наречена още „Марвел епоха“ с дебютното издание на Фантастичната четворка. Според сведенията, Ди Си игнорира първоначалния успех на Марвел, докато новата компания не натрупва значителни печалби и става фактор на пазара. По това време Ди Си за на загуба и старото ръководство не е в състояние да разбере как такава малка компания може да постигне такъв значителен успех. За пример, когато продукцията на Марвел е проучвана на срещи – новата компания се съсредоточава върху по-усъвършенстван начин на повествование и предаване на историята чрез визуалните елементи, което включва поява повече на червения цвят или речеви балон на корицата, или строга грубост на интериора, по-възприемчив за читателите. Когато Лий чува, че Ди Си предприема експериментални опити да възприемат по-простите подробности, той е учуден от това решение. Писателят предприема директни оспорвания срещу тези предложения в изданията на Марвел, когато продажбите се усилват, за да осуети конкуренцията между двете фирми.
Това пренебрегване на влиянието на Марвел не се отразява на добрите писатели от този период, въпреки че някои от тях правят опити да подражават неративния подход на Марвел. Чист пример е серията от комикси „Обречен патрул“ на Арнолд Дрейк, който разказва за отбор от супергерои аутсайдери, всеки от тях борещ се със странните си сили. По-късно Дрейк спекулира, че продуктът е бил изплагиатстван от Стан Лий за създаването на Х-Мен. Младият художник Джо Шутър подражава на сюжетите на Марвел, когато пише за Ди Си. Шустър попива много от наученото от двете компании, което личи в комиксите за Легион за супер-герои.
Телевизионният сериал „Батман“ от 1966 г., излъчван по телевизия „Ей Би Си“, предизвикват временно увеличение на продажбите на комикс книги и кратък интерес към предавания със супергерои в анимационния блок събота сутрин. Компанията „Филмайшън“ създава повече от първоначалните анимации на Ди Си. Компанията значително осветлява тона на много от своите комикси – особено Батман и Детектив комикс – за да паснат добре на „кемп“ естетиката на телевизионните сериали. Тази естетика съвпада с прочутото „Гоу-гоу чекс“, което представлява дизайн на корицата на комикс книгата отстрани, имитиращ дъската на шах – черни и бели квадрати. Такива корици Ди Си пуска от периода февруари 1966 г. до август 1967 г. Несполучлив опит на тогавашния редактор Ървин Доненфелд да направи продукцията на Ди Си „открояваща се в автоматите за вестници“.
През 1967 г. художникът за Батман Инфернито (изработил популярни персонажи от Сребърната епоха като Батгърл и Фантома странник) се издига от арт директор до редакционен директор на Ди Си. Пред това време популярността на набиращия сили съперник Марвел все повече заплашват да свалят Ди Си от дълго заеманото първо място в комикс индустрията. Инфернито прави опити да вдъхне живот на компанията, като се фокусира върху рекламирането на нови заглавия и персонажи. Новият материал е насочен върху нарастващата по-възрастната група читатели, която Марвел създава след успешните им опити да рекламират супрегерои в тийнейджърска възраст. Новият директор също така наема млади таланти като екс-Марвел художник, и един от създателите на Спайдър-Мен, Стив Дитко и обещаващите новаци Нийл Адамс и Дани ОꞌНийл. Той заменя някои от редакторите на Ди Си с художествени редактори, включващи Джо Куберт и Дик Джардино, които да дадат на новата продукция по-критично артистичен поглед.

### Бронзова епоха
След иновациите с научна фантастика по време на Сребърната епоха, комиксите от 70-те и 80-те, период познато като Бронзовата епоха, вземат по-натуралистични и понякога по-мрачни теми за сюжет. Използването на забранени наркотици – тема забранявана от цензура „Код на комиксите“ – изрично се появява за първи път в историята на Марвел „Прераждането на Зеления гоблин“ в „Невероятният Спайдър-мен“ № 96 (май 1971). В отговор на това Кодексът променя своята политика и Ди Си предлага сюжетна линия засягаща въпроса с наркотиците. Писателят Денис О͗Нийл и художникът Нийл Адам започват Зеления фенер с историята „Наркоманите не летят“. Серията е наречена Зеления фенер / Зелената стрела № 85 (септември 1971), която изобразява Спиди, помощник тийнейджър на супергероя стрелец Зелената стрела. Момчето се престрастява към хероина.
Жанет Кан, бивш издател на списания за деца, заменя Инфантино като главен редактор през януари 1976 г. Ди Си се опитва да се конкурира с нарастващия Марвел като увеличава драстично продукцията и се опитва да наводни пазара със своя стока. Това включва започване на поредици с участието на нови персонажи като Огнена буря и Сянка, Променящия се човек. Увеличавата се и набора на заглавията с герои, които не попадат в типа на супергероите, с което се прави опит за завръщане в дните пред Уертъм, преди войната. През юни 1978 г., пет месеца преди излизането на първия филм за Супермен, Кан разширява още повече линията и увилачава броя заглавия и страници; цената нараства от 35 цента на 50 цента. Много от сериите получават допълнително осем страници, докато други се сдобиват с целия допълнителен пакет от двадесет и пет страници. Това е ход наречен от компанията „Ди Си експлозия“. Ходът обаче не е успешен и компанията родител „Уорнър“ прекратява неуспешната поредица и уволнява много служители, което кара наблюдателите да наречат този срив „Ди Си имплозия“. През септември 1978 г. линията драстично се съкращава, връща се стандартния размер на книгата и 17-те страници, но цената остава все още увеличена от 40 цента. До 1980 г. книгите достигат отново 50 цента с брой на страниците 25, в които страниците с история заменят рекламите.
Търсейки начини за увеличаване на пазарния дял, новият екип, създаден от издателя Кан, вицепрезидента Пол Левиц и главния редактор Джордано обръща внимание на проблема за липсата на талантливи писатели и художници. За тази цел – следвайки примера на „Атлас/Сийборд Комикс“ и независими компании като „Еклипс Комикс“ – Ди Си започва да предлага привилегии вместо стандартното споразумение за място под наем, в което създателите работят срещу фиксирана заплата и се подписват на всички свои произведения. Привилегиите са финансов стимул, свързан с успеха на трудовете на работниците. В крайна сметка, прилагането на тези стимули се оказва подходящо, имайки се предвид главния редактор на Марвел Джим Шустър, който чрез своят авторитарен маниер на управление, успява да изгони много от креативния екип, и личности като Рой Томас, Джийн Колан, Марв Уолфман и Джордж Перез простъпват на работа в Ди Си.
В допълнение, компанията създава индустриална концепция за ограничена поредица, повлияни от популярния по това време телевизионен жанр на минисериала, както и прекомерния брой заглавия, които се разпадат в рамките на няколко издания. Тази форма на публикуване позволява създаването на стегнати сюжети с изразен край и начало, които имат по-гъвкав формат без да губят своята креативност и ограничава анторите да се впускат в безкраен и нерегламентиран ангажимент. Първата такава лимитирана история е „Свят от криптон“ през 1979 г., чийто положителен пример води до подобни примери, като си стига до амбициозни продукции, с най-добър пример „Камелот 3000“, пуснат за директна продажба през 1982 г.
Тези промени в политиката оформят бъдещето на медията и в краткосрочен план позволиха на Ди Си да привлече писатели и художници от конкурентния Марвел и да насърчи стабилността на отделните заглавия. През ноември 1980 г. Ди Си стартира все още продължаващата поредица „Новите тийн титани“ от писателя Марв Волфман и художника Джордж Перес, двама популярни и талантливи създатели с множество успехи. Техният супергеройски екип наподобява персонажите от серията на Марвел „Х-мен“, но вкоренен в историята на Ди Си. Комиксите печелят значителни продажби, отчасти благодарение на стабилния творческия екип, който продължава със заглавието цели шест години. В допълнение, Волфман и Перес се възползваха от опцията с ограничени серии, за да създадат отделно заглавие – „Истории за новите тийн титани“. В лимитираната поредица е представен произхода на героите, без да се нарушава наратива на главните серии или да се натовари екипи с ново задължение за дълготрайна поредица.

### Модерна епоха
Успешната реализация на Тийн титаните от Сребърната епоха води редакторите на Ди Си до решението да разширят Вселената на Ди Си. Резултатът е ограничената серия от 12 броя „Кризи на вечните земи“, създадена от Волфман и Перез. Това дава и възможност компанията да редактира прекалено заплетената история на някои от персонажите и да поправи несъотвествията във взаимотношенията между тях. Публикуван е наръчник в два тома, озаглавен „Историята на Вселената на Ди Си“, в които са описани преработените версии на историите на главните персонажи на Ди Си. Кризите включват редица смъртни загуби на герои, които оформят Вселената на Ди Си в следващото десителетие и разделя времевата линия на преди излизането на Кризи от след появата му.
В същото време друга промяна на Ди Си започва публикуването на хорър заглавия без участието на супергерои. В началото на 1984 г. британският писател Алън Мур създава серията на ужасите „Сага за блатното чудовище“ и скоро други известни писатели като Нийл Геймън и Гранд Морисън започват да работят свободно за компанията. Резултата на този поток от хорър и фентъзи комикси е възникването импринта „Вертиго“ през 1993 г., който е ориентиран към по-възрастните читатели и не е подложен на цензура от Комикс кода.
Двете лимитирани серии на Ди Си „Завръщането на Черният рицар“ на Франк Милър и „Пазителите“ на Мур и художника Дейв Гибънс привличат вниманието на главната преса, заради своя мрачен и многопластов психологически елемент и представяне на персонажа на антигероя. Заглавията помагат критиката да обърне по-сериозно внимание към формата на комикса. Комикс книгата навлиза в книжния пазар със своите издания за колекционери и скъпи меки корици.
В средта на 80-те някои от най-дълго просъществувалите военни поредици на Ди Си виждат своя край. Сред тях са „Саржант Рок“, „Редник Битка“, „Незнайният войник“ и „Странни военни истории“.

### Тайм Уорнър и импринт (90-те)
През март 1989 г. „Уорнър Комуникейшън“ (Warner Communications) се слива в компанията „Тайм“ (Time Inc.), което прави Ди Си Комикс филиал на „Тайм Уорнър“ (Time Warner). През юни се появава на киноекран първият от пълнометражните филми на Тим Бъртън за Батман. Ди Си започва да издава серия с твърди корици „Архивни издателства на Ди Си (DC Archive Editions), което представлява колекция от ранните ключови комикс броеве. Те съдържат редки и допълнени истории, невидяни от модерните читатели. Реставрацията на много от архивните издания са ръководени от Рик Кийн с реставрация на цветовете на Боб Лероуд, дългогодишен оцветител на Ди Си. Тези колекции се опитват да припомни за всички онези оттеглили се от кариера писатели и художници, които са останали незапомнени по време на ранните години на Ди Си, когато не се отдавало достатъчно внимание на индивидуалния артист.
Комикс индустрията прeтърпява бързо разрастване в ранните 90-те, благодарение на така наречените спекулативни покупки (масово закупуване на книги като колекционерски предмети, с намерение старите издания да се продадат на по-високи цени, което говори че днешните издания в бъдеще ще поскъпват драстично) и няколкото сюжета, които грабвата вниманието на мейнстрим медията. Ди Си разширява някои от по-интересните си история: тази, в която Супермен е убит, осакатяване на Батман и превръщането на Зеления фенер в суперзлодея Паралакс. Те предизвикват драстични увеличения в продажбите, но това увеличение трае за кратко, докато героите не са заменени с нови такива. Продажбите тръгват рязко надолу, тъй като индустрията изпада в затруднения и спад на цените. Призводтвато на „колекционерски издания“, чийто количество е по-важно от качеството, е оставено, когато клиентите губят интерес от тях.
„Пирана Прес“ на Ди Си, заедно с дурги инпринтове (включително тези предназначени за по-зрялата публика „Вертиго“ и „Хеликс“ – научнофантастичен инпринт с краткотраен живот), са представени за да улеснят отделната диверсификация и използвани за да специализират рекламирането на самостоятелната линия на продукта. Това увеличава използването на нетрадиционни договорни споразумения, което включва драматично повишение на проектите, изцяло под ръководството на техния създател. Договорните условия водят до увеличение на творби, приветствани от критиката (най-добрият приме от тези продукти е „Вертиго“) и лицензирането на материали от дурги компании. Ди Си също нараства продукцията на формати, предназначени за посетителите на комикс магазини. Такива формати включват в себе си колекции от комикси с меки корици, индивидуални комикс серии, както и самостоятелни графични романи.
Един от импринтите е „Импакт“, излизал от 1991 г. до 1992 г. В него супергероите са от компанията „Арчи Комикс“, чийто лиценз Ди Си закупува и ги преработва. Историите от тази линия са част от самостоятелна вселена.
Ди Си сключват издателско споразумение с „Майлстоун Медия“, което дава на компанията поредица от комикси, в които е застъпено културното и расовото различине в супергероите персонажи.
DC сключи издателско споразумение с Milestone Media, което дава на DC линия комикси, включващи културно и расово разнообразна гама от герои супергерои. Въпреки че линията „Майлстоун“ спира да издава след няколко години, тя създава популярния анимационене сериал „Статик Шок“. Ди Си установява „Парадокс Прес“, за да пуска на пазара материали като широкоформатния „Голяма книга от...“, серии, в които взимат участие много художници с техни интерпретации по индивидулани теми, също така и криминални книги, като например графичната новела „Пътят към погибелта“. През 1988 г. Ди Си закупува „Уайлдсторм“, импринт на Джим Лий, който се издава под етикета на „Имидж Комикс“. Серията съжествува дълги години като отделен импринт със своя измислена вселена, стил и читатели. Като част от тази покупка Ди Си започва да издава различни заглавия под името на „Най-добрите комикси на Америка“ (America's Best Comics (ABC)), подимпринт на новоизлезилия „Уайлдсторм“. Серията е създадена от Алън Мур, и в нея са включени „Лигата на неоибкновените джентълмени“, „Том Стронг“ и „Прометеа“. Мур силно оспорва тази създадена ситуация и спира публикуването на ABC.
През март 2003 г. Ди Си придобива правата за публикуване и рапространание на дълго съществуващата фентъзи комис поредица „Елфкуест“, преди това издавана на собствени разноски от създателите ѝ Уенди и Ричард Пини, които издават под заглавието „WaRP Graphics“. Тази серия е последвана от друго заглавие, което не е било притежание на Ди Си, а на комикс издателството „Тауър“ – „Агентите от T.H.U.N.D.E.R.“ Продуктът по-късно е включев в архива на Ди Си. През 2004 г. Ди Си временно придобива правата за издане върху територията на Северна Америка на някой от графичните новели на европейските издателства „2000 AD“ и „Humanoids“. Също така е сменено логото към заглавията за младите читатели с талисмана „Джони Ди Си“. Основан е инпринти „CMX“, който се занимава с принтирането на преведени на английски език манга комикси. През 2006 г. „CMX“ поема издаването на хартия на уебкомикса „Мегатокио“, преди притежание на комикс компанията „Дарк Хорс“. Ди Си се възползва от прехвърлянето на права на някои от заглавията на издателство „Кичън Синк“ и придобива правата за издаване на повече от работите на Уил Ейзнър, сред тях са серията „Спирит“ и графичните му новели.

## Търговски марки
- Ди Си Юнивърс (1937–настояще)
  - Янг Енимал (2016–настояще)
  - УайлдСторм (1999–2010, 2017–настояще)
  - Ърт-Ем (1993–1997, 2018–настояще)
  - Ди Си Блек Лейбъл (2018–настояще)[43]
    - Сендман Юнивърс (2018–настояще)
    - Хил Хаус Комикс (2019–настояще)

  - Уондър Комикс (2019–настояще)
  - Ди Си График Новелс фор Янг Адълтс (2020–настояще)
  - Ди Си График Новелс фор Кидс (2020–настояще)
- Мад (1953–настояще)

## Екранизации

### Игрални филми
- „Супермен и мъжете къртици“ (1951)
- „Батман“ (1966)
- „Супермен: Филмът“ (1978)
- „Супермен II“ (1980)
- „Блатното чудовище“ (1982)
- „Супермен III“ (1983)
- „Супер момиче“ (1984)
- „Супермен 4: В търсене на мира“ (1987)
- „Завръщането на звяра“ (1989)
- „Батман“ (1989)
- „Батман се завръща“ (1992)
- „Батман завинаги“ (1995)
- „Батман и Робин“ (1997)
- „Стомана“ (1997)
- „Жената-котка“ (2004)
- „Константин“ (2005)
- „Батман в началото“ (2005)
- „Супермен се завръща“ (2006)
- „Черният рицар“ (2008)
- „Пазителите“ (2009)
- „Джона Хекс“ (2010)
- „Зеленият фенер“ (2011)
- „Черният рицар: Възраждане“ (2012)
- „Човек от стомана“ (2013)
- „Батман срещу Супермен: Зората на справедливостта“ (2016)
- „Отряд самоубийци“ (2016)
- „Жената чудо“ (2017)
- „Лигата на справедливостта“ (2017)
- „Аквамен“ (2018)
- „Шазам!“ (2019)
- „Жокера“ (2019)
- „Хищни птици“ (2020)
- „Жената чудо 1984“ (2020)
- „Отрядът самоубийци“ (2021)
- „Батман“ (2022)
- „Батгърл“ (2022)
- „Черния Адам“ (2022)
- „Шазам: Яростта на боговете“ (2023)
- „Светкавицата“ (2023)
- „Синия бръмбар“ (2023)
- „Аквамен и изгубеното кралство“ (2023)
- „Жокера: Лудост за двама“ (2024)
- „Супермен“ (2025)
- „Супергърл: Жената на утрешния ден“ (2026)
- „Глинено лице“ (2026)
- „Батман: Част втора“ (2027)

### Късометражен филм
- „Печат на деня за Супермен“ (1954)

### Анимационни филми
- „Батман: Маската на Фантома“ (1993)
- „Батман и Мистър Фрийз: Под нулата“ (1998)
- „Батман от бъдещето: Завръщането на Жокера“ (2000)
- „Батман: Мистерията Батуоман“ (2003)
- „Батман срещу Дракула“ (2005)
- „Малките титани: Проблем в Токио“ (2006)
- „Супермен: Брейниак атакува“ (2006)
- „Супермен: Дуумсдей“ (2007)
- „Лигата на справедливостта: Новата граница“ (2008)
- „Батман: Рицарят на Готъм“ (2008)
- „Жената-чудо“ (2009)
- „Зеления фенер: Първи полет“ (2009)
- „Супермен/Батман: Обществени врагове“ (2009)
- „Лигата на справедливостта: Криза на две земи“ (2010)
- „Батман: Под червената качулка“ (2010)
- „Супермен/Батман: Апокалипсис“ (2010)
- „Супермен: Всички звезди“ (2011)
- „Зеления фенер: Изумрудените рицари“ (2011)
- „Батман: Година първа“ (2011)
- „Лигата на справедливостта: Обречени“ (2012)
- „Супермен срещу Елита“ (2012)
- „Батман: Черният рицар се завръща – Първа част“ (2012)
- „Батман: Черният рицар се завръща – Втора част“ (2013)
- „Супермен: Освободен“ (2013)
- „Лигата на справедливостта: Парадоксът на източника на конфликта“ (2013)
- „Лигата на справедливостта: В капан на времето“ (2014)
- „Лигата на справедливостта: Война“ (2014)
- „Синът на Батман“ (2014)
- „Батман: Нападение над Аркам“ (2014)
- „Лигата на справедливостта: Тронът на Атлантида“ (2015)
- „Батман срещу Робин“ (2015)
- „Батман без граници: Животински инстинкти“ (2015)
- „Лигата на справедливостта: Богове и чудовища“ (2015)
- „Батман без граници: Чудовища на свобода“ (2015)
- „Батман: Лоша кръв“ (2016)
- „Лигата на справедливостта срещу Малките титани“ (2016)
- „Батман: Убийствената шега“ (2016)
- „Малки титани: Среща с дявола“ (2016)
- „Лигата на справедливостта: Тъмнина“ (2016)